# Meliosma sirensis
Meliosma sirensis là một loài thực vật thuộc họ Sabiaceae. Đây là loài đặc hữu của Peru.